# Giovanni Battista Salerni
Giovanni Battista Salerni (Cosenza, 24 de junho de 1670 - Roma, 30 de janeiro de 1729) foi um cardeal do século XVIII

## Biografia
Nasceu em Cosenza em 24 de junho de 1670. De família nobre. Filho de Domenico Salerni e Cecilia Constestabile. Seu sobrenome também está listado como Salerno.
Estudou com os Jesuítas (ensino primário). Ingressou na Companhia de Jesus em junho de 1687; professou em Nápoles. Recebeu o hábito religioso do Cardeal Vincenzo Maria Orsini, OP, arcebispo de Benevento, futuro Papa Bento XIII. Posteriormente, foi enviado a Roma, onde se tornou amigo de Annibale Albani, sobrinho do Papa Clemente XI e futuro cardeal.
Ordenado em 1699. Professor de teologia. Prefeito de estudos, Collegio Grieco , Roma. Professor de direito canônico, Collegio Germanico, Roma. Superior das casas jesuíticas de Roma. Examinador dos prelados promovidos ao episcopado. Em 1709, como teólogo, acompanhou Annibale Albani, sobrinho do papa e futuro cardeal, em missão à Saxônia e à Polônia para negociar a proteção da Igreja naquelas regiões. Na Polônia, Pe. Salerni conseguiu converter do calvinismo Frederico Augusto, filho do rei Augusto II da Polônia; abjurou do calvinismo em Bolonha em 1712, nas mãos do cardeal Lorenzo Casoni, legado papal naquela cidade e um dos supremos inquisidores de Roma; Pe. Mais tarde, Salerni abençoou o casamento do príncipe, que logo depois ascendeu ao trono da Polônia como Frederico Augusto III, com a filha do imperador Carlos VI. Foi promovido a cardinalato a pedido do rei Frederico Augusto III, que lhe atribuiu uma pensão de mil florins por mês. O novo cardeal era muito rigoroso consigo mesmo e liberal e esplêndido com os pobres. O padre Salerni tentou por al menas evitar a promoção porque, como jesuíta, havia feito uma promessa de não aceitar nenhuma dignidade eclesiástica. Ele até pediu uma opinião aos teólogos da Universidade de Praga, que concordaram com ele, mas o papa estava determinado a criá-lo cardeal e pe. SAalerni teve que aceitar a promoção.
Criado cardeal presbítero no consistório de 29 de novembro de 1719. Recebeu o gorro vermelho e o título de Prisca, em 16 de setembro de 1720. Abade commendatario do mosteiro de Ferraria, em 1720. Entrou no conclave de 1721, que elegeu o Papa Inocêncio XIII, mas teve que sair por motivo de doença e não votou na cédula de 8 de maio de 1721, quando o novo papa foi eleito. Participou do conclave de 1724, que elegeu o Papa Bento XIII. Optou pelo título de S. Stefano al Monte Celio, em 20 de fevereiro de 1726. Em Tivoli, construiu uma casa para se aposentar durante o outono.
Morreu em Roma em 30 de janeiro de 1729. Exposto na igreja de S. Ignazio, em Roma, onde ocorreu a capella papalis em 31 de janeiro de 1729, e sepultado nessa mesma igreja, próximo ao altar-mor; sua lápide, colocada por seus sobrinhos Francesco Maria e Fabrizio Salerni, possui uma elegante inscrição e as armas da família (1) .